# NGC 2923
NGC 2923 is een compact sterrenstelsel in het sterrenbeeld Leeuw. Het hemelobject werd op 1 april 1864 ontdekt door de Duitse astronoom Albert Marth.

## Synoniemen
- ZWG 92.8
- NPM1G +16.0191
- PGC 27306